# زوبری (ناحیه ژدار ناد سازاوو)
زوبری (به چکی: Zubří) یک منطقهٔ مسکونی در جمهوری چک است که در ناحیه ژدار ناد سازاووو واقع شده‌است. زوبری ۸٫۴۶ کیلومتر مربع مساحت و ۴۵۳ نفر جمعیت دارد و ۶۷۲ متر بالاتر از سطح دریا واقع شده‌است.